# Martin Kabrhel
Martin Kabrhel (* 17. listopadu 1982 Litomyšl) je matematik, podnikatel a hráč pokeru. Pokerový žebříček The Hendon Mob ho k červenci 2025 evidoval jako Čecha s historicky nejvyšším výdělkem na živých turnajích, přesahujícím 16 milionů dolarů. Mimo pokerovou komunitu je známý jako podnikatel v oblasti datové analytiky, esportu a kryptoměn.

## Vzdělání
V roce 2001 odmaturoval s vyznamenáním na Gymnáziu Aloise Jiráska v Litomyšli. V roce 2006 složil státní závěrečnou zkoušku na Matematicko-fyzikální fakultě Univerzity Karlovy v Praze, kde vystudoval matematickou analýzu. Tématem jeho závěrečné práce byla teorie potenciálu.

## Kariéra

### RSJ
V roce 2003 začal pracovat jako analytik ve společnosti RSJ Karla Janečka, kde se soustředil na vývoj algoritmických modelů pro obchodování na derivátových burzách s úrokovými futures.

### Ematiq
V roce 2018 založil technologickou a datově-analytickou tradingovou firmu Ematiq. Její obchodní model byl postaven hlavně na tvorbě a tradingu odhadů výsledků sportovních utkání. Původně byla zaměřena primárně na elektronické sporty, později rozšířila své portfolio na většinu klasických sportů, s určováním kurzů na fotbal, tenis, šipky, americký fotbal a další. Cílem Ematiqu byl co nejpřesnější matematický odhad výsledku utkání, zápasu nebo závodu ještě před jejich zahájením i v jejich průběhu.

### Entropiq
V lednu 2020 založil profesionální esportový tým Entropiq, jehož členy se stalo několik desítek hráčů. Entropiq soutěží na české i mezinárodní úrovni ve hrách CS2, League of Legends, FC 24, Sim Racing nebo DOTA 2.

### Poker
Martin Kabrhel se stal historicky nejúspěšnějším českým hráčem pokeru. Je držitelem čtyř náramků z turnajů Světové série pokeru, přičemž tři z nich získal v její evropské odnoži konající se každoročně v českém Rozvadově. Je také držitelem pěti prstenů z turnajů Světové série pokeru Circuit, což z něj učinilo evropského rekordmana. Od roku 2009 vyhrál přes šestnáct milionů dolarů, s touto částkou je tak na špičce tuzemského All-Time Money Listu.
Poker začal hrát až ve 26 letech. Nejaktivnější byl mezi roky 2009 a 2011. Jeho vůbec první výhra byla 2000 eur na turnaji v chorvatské Poreči. Ještě v roce 2009 zvítězil na několika evropských turnajích. Z turnaje v Rozvadově v říjnu 2018 si jako vítěz odnesl doposud největší výhru v tehdejším kurzu přes 70 milionů korun.
Ve světovém žebříčku trackovaných turnajů se výhrami řadil koncem roku 2024 na 92. pozici. Podle řady anket patří mezi „nejotravnější“ hráče mezi světovou špičkou.

## Blockchainové technologie
Kabrhel se zajímá o technologie spojené s kryptoměnami.